# Car Robots/Robots In Disguise

## Introducción
Ante el declive de Beast Wars en Japón Takara decide volver a las raíces de los Transformers, es decir, vuelve a retomar robots que adoptan formas alternativas mecánicas (trenes, coches, camiones, etc.). Es un claro homenaje a la línea de los 80. Mientras, en USA empezó Beast Machines.
En Japón, los Destrons son llamados ahora Destrongers, que son en realidad una fuerza de élite Destron. Pero en occidente siguen llamándose Predacons y, nuevamente, hacen su aparición los Decepticons (Combatrons en Japón).
Esta nueva serie, los Transformers no tiene ninguna conexión aparente con series anteriores, es un universo totalmente nuevo. Aunque en la versión doblada en USA introdujeron diálogos que hacen referencia a series pasadas.

## Historia
Una vuelta a los orígenes, vuelven los heroicos Autobots (Cybertrons) para defender la Tierra una vez más de las perniciosas garras de los Predacons (Destrongers), que pretenden apoderarse de los recursos energéticos de la Tierra.

## Personajes
A continuación un listado con los personajes aparecidos en la serie con su nombre japonés entre paréntesis. Aquellos que no presentan su nombre japonés son personajes exclusivos de la línea de juguetes occidental que no vieron su aparición en la serie animada.

### Autobots (Cybertrons)
- Optimus Prime (Fire Convoy)

Creación de Alpha Prime. Dirige a los Autobots con sabiduría y valor. Ama a todas las criaturas y por ello defenderá hasta su último destello de energía a la Tierra y a sus habitantes contra los planes de destrucción y conquista de Megatron. Sueña con una paz duradera para este planeta y el resto del universo. Se enfrentó a los Predacons muchas veces y le tocó salvar innumerables vidas. Su ferocidad es legendaria: se nutre de la cólera devastadora que lo consume por dentro ante cualquier injusticia. Se transforma en un camión de bomberos. Tiene un gran corazón y siempre piensa en sus Autobots como su familia, pero también es muy inteligente y muy astuto.
- Ultra Magnus (God Magnus)

Hermano menor de Fire Convoy. Se convierte en un camión de transporte para cargar a los guerreros Autobots a grandes distancias y con increíbles velocidades. Soldado de profesión, está equipado con un arma implacable que irradia temibles rayos azules. También es capaz de volar gracias a su motor ultra poderoso dotado de un turbocompresor. Cuando Ultra Magnus y Optimus Prime se unen, llegan a convertirse en una potencia inconmensurable donde predominan la fuerza y la inteligencia.
- Omega Prime (God Fire Convoy)

El último robot, nacido de la combinación de Optimus Prime y Ultra Magnus, las habilidades de Omega Prime se desconocen y muchas de ellas están rodeadas de muchos misterios. Su máximo poder puede incluso rivalizar incluso con el de Fortress Maximus. En muchos aspectos, es el mayor guerrero Autobot y es respetado como su comandante supremo. Su única debilidad es que incluso “su virtud humana” ha llegado a ser conocida en el universo.
- X-Brawn (Wildride)

El mayor de los 3 hermanos Autobots. Actúa con perseverancia en las peores condiciones climáticas, tales como los áridos desiertos o las tormentas de nieve. Persona de fiar y de pocas palabras, es un experto en combates cuerpo a cuerpo. La fuerza de su brazo izquierdo es particularmente prodigiosa, tiene un gancho izquierdo sumamente potente y sigue hasta ahora invicto. Se transforma en un coche todo terreno.
- Prowl (Mach Alert)

El mediano de los 3 hermanos Autobots. Tan poderoso como se espera de un coche patrulla, tiene mucha conciencia sobre normas y regulaciones. Altamente hábil, es rápido para evaluar situaciones. Con un alto conocimiento en geografía, realmente conoce todas las ciudades y calles. Sus capacidades de persecución no tienen parangón. Se transforma en un coche patrulla Lamborghini Diablo.
- Side Burn (Speedbreaker)

El más joven de los 3 hermanos. Side Burn le gusta correr a su aire pero es demasiado simpático para disgustarle a alguien. Tiene la mayor velocidad de crucero de los tres hermanos. Lucha usando su “Exsaust Bowgun” como misil o espada. Se transforma en un Dodge Viper.
- Tow-Line (Wrecker Hook)

Aprendió las normas de tráfico cuando aún pretendía ser una simple grúa remolcadora antes de la invasión ordenada por Megatron. Cree que al seguir las reglas se consigue una fuerza bajo control y, por este motivo, sigue empleando las normas de tráfico para mantener el orden. Gracias a su fuerte gancho puede levantar y transportar desde un coche a un tren bala. Además, Tow-Line usa su fantástica fuerza para derribar a cualquier oponente.
- Skid-Z (Indy Heat)

Es un gran explorador que utiliza su poder de aceleración para entrar en territorios enemigos y escapar de ellos antes de ser detectado. Si consiguen localizarlo, utiliza su impresionante poder de aceleración para escapar. Confunde a sus enemigos atacándolos a grandes velocidades. Ama la competición y participa en todo, desde carreras de coches a carreras de a pie.
- Fortress Maximus (Brave Maximus)

El guerrero Cerebro (Plasma) se transforma en su modo cabeza y se combina con el Master Brain de Ciudad Autobot para formar al guerrero Brave. Entiende y confía plenamente en sus compañeros Autobots. Cuando Brave grita “¡Transformarse!” y cambia a modo cabeza, la tierra se agrieta y ruge, y Ciudad Autobot se transforma en un colosal robot de 350 metros de altura. Su ataque consiste en disparar todos sus cañones al unísono. Cuando se transforma en modo de Nave de Combate Maximus Clase Super Dreadnought puede llevar a sus compañeros guerreros y usar la Red Espacial Autobot para viajar entre las estrellas a la velocidad de la luz.

#### Spychangers
- Hot Shot (Artfire)

El jefe de los Spychanger. Un allegado a Optimus Prime, Hot Shot ha trabajado junto a él durante un largo tiempo. Se topó con una tarea excepcionalmente dura, pero de hecho Hot Shot está muy comprometido con sus subordinados. Tiene la habilidad de manipular el fuego. Se transforma en un coche deportivo.
- R.E.V. (Eagle Killer)

Oficial táctico de los Spychangers, R.E.V. ayuda a su líder con inteligentes decisiones. Con su excelente poder de salto, va de un edificio a otro como un pájaro. Está equipado con una escopeta. Se transforma en un Lamborghini Diablo.
R.E.V. = Race Excertion Vehicle.
- W.A.R.S. (Wars)

Es un osado guerrero Spychanger, cubierto de un grueso blindaje y especializado en ataques cuerpo a cuerpo. Uno de los pocos Autobots pro-guerra, sus violentas acciones espantan y aterran tanto a amigos como a enemigos. Posee una ametralladora que nunca deja de disparar. Se transforma en un coche de competición NASCAR.
W.A.R.S. = Wicked Attack Recon Vehicle
- Crosswise (X-Car)

El oficial científico del grupo, Crosswise está bien versado en ingeniería espacial y además ayuda en el desarrollo de nueva maquinaría y en el mantenimiento de sus compañeros. Está equipado con un rifle de rayo gravitatorio con el que puede controlar la antigravedad, haciendo que toda clase de objetos se eleven en el aire. Se transforma en un Pontiac Firebird.
- Ironhide (Ox)

El más fuerte del equipo, Ironhide es normalmente pacífico e intelectual, pero una vez que se vuelve loco, nadie puede tumbarlo. Además es un experto en transporte, y está equipado con un rifle de choque. Se transforma en una furgoneta.
- Mirage (Counter Arrow)

El más rápido Spychanger, Mirage corre a través de un pueblo como una flecha. Es además el mejor tirador de los Autobots. En el pasado, cumplió muchos servicios distinguidos, de V.I.P. guardaespaldas a actividades de espionaje. Está equipado con un rifle láser silencioso. Se transforma en un coche de Fórmula 1.
- Prowl 2

Se transforma en un coche de policía.
- Side Swipe

Se transforma en un coche deportivo.
- Side Burn

Se transforma en un Dodge Viper.
- Daytonus

Se transforma en un coche Indy de carreras.

#### Equipo de Trenes Bala (Team Shinkansen)
- Railspike (J-5)

El líder del grupo de Trenes Bala. Es muy cortés, educado e inteligente, pero bajo esa apariencia de caballero de esconde un luchador aguerrido, capaz de preparar y disparar sus lanzacohetes de los hombros como cualquier otro guerrero. Combate al enemigo con una sombrilla rotatoria que emite ondas ultrasónicas al rotar. Se transforma en un tren bala Nozomi Serie 500.
- Rapid Run (J-7)

Como es el más fuerte del equipo, Rapid Run es muy orgulloso, y siempre está listo para pelear. Se sirve de su lanzagranadas para confundir al enemigo y envolverlo en una nube de humo espesa, mientras sus compañeros Autobots se acercan con la artillería pesada. Además, su artillería nunca falla, y un disparo es más que suficiente. Se transforma en un tren bala Railstar Bullet Serie 700.
- Midnight Express (J-4)

Es el más joven y el más divertido del equipo de Trenes Bala. Es alegre, relajado y su buen humor contagia al resto del equipo, lo que no impide ser fuerte e implacable frente al enemigo. Siendo el mejor en el frío, es capaz de derretir la nieve con sus abrasadores misiles y de cortar icebergs gigantes en dos. Se transforma en un tren bala Max Bullet Serie E-4.
- Rail Racer (JRX)

Los tres robots del Equipo de Trenes Bala completan su fusión con Railspike como el cerebro del conjunto. Gracias a los aceleradores con los que cuentan se mueve rápidamente. Lleva un arma gigante que es el resultado de la combinación del rifle emisor de Railspike y el rifle E4 de Midnight Express.

#### Equipo de Construcción (Buildmasters)
- Wedge (Build Boy)

Los compañeros de equipo de Wedge le consideran su líder, y ello a pesar de su juventud, porque lo tiene todo para llegar a ser jefe: es decidido y rebosante de energía. Puede mostrarse imprudente y cometer errores, pero nunca pondría en peligro la vida de sus amigos, y siempre está allí para ayudarlos. Se abre camino en el campo de batalla disparando con su lanza rayos de doble cañón. Se transforma buldózer.
- Grimlock (Build Hurricane)

Segundo al mando del equipo, es un guerrero experimentado, tranquilo y animado, a pesar de aspecto severo. Colabora estrechamente con el líder del equipo para transmitir todo su saber acumulado a lo largo de numerosas batallas. Se puede contar con él para evaluar cada situación y encontrar un buen plan de ataque. Se transforma en una retroexcavadora.
- Hightower (Build Cyclone)

Tiene una excelente puntería y se lanza a la batalla con un cañón en un puño y una pistola en el otro. Le gusta hacerle la vida imposible a Megatron con su lanzallamas y otras armas incendiarias. Siempre está en guardia ante el peligro y, a menudo, protege a su líder del equipo de constructores. También aporta la ayuda y los consejos de un aguerrido soldado. Se transforma en una grúa.
- Heavy Load (Build Typhoon)

Es el más poderoso de todos los Autobots del Equipo de Construcción y posee una armadura increíblemente espesa, lo que lo convierte en una terrible pesadilla para cualquier Decepticon que tenga la mala suerte de cruzarse en su camino. Está versado en una gran cantidad de técnicas de lucha y además es el instructor de artes marciales de Wedge. A pesar de su voluminoso tamaño se mueve con gracia y fuerza. Se transforma en un volquete.
- Landfill (Build King)

Este robot gigante es la combinación de los cuatro miembros del equipo. Con Sistema de Fusión Tornado, tiene tres modos que gira alrededor de sus extremidades mientras Wedge permanece en el centro. El Modo Huracán es un tipo de formación multipropósito en el que ataque y defensa están equilibrados. El Modo Ciclón es un tipo con poder, excelente en combate cuerpo a cuerpo. Y el Modo Tifón es el modo de formación de batalla con un gran poder ofensivo.

### Super Modos
- X-Brawn (Super Wildride)

Nuevamente equipado con un Motor de Chispa, ¡X-Brawn se ha convertido en un guerrero que puede hacer frente a todos los duras condiciones de cualquier terreno o clima! Su estilo de ataque, no siendo limitado por el terreno, es una auténtica amenaza para los Predacons (Destrongers), Además, su “Dead Heat Crusher”, que ha sido ha elevado de poder gracias al Motor de Chispa de su brazo izquierdo a niveles críticos, se vanagloria del mayor poder destructivo de todos los Autobots y tiene suficiente fuerza para derribar un rascacielos de un solo puñetazo. 
- Prowl (Super Mach Alert)

Prowl añadió un Nuevo “Motor de Chispa” a su configuración para mejorar su movilidad y sus capacidades de búsqueda. Con sus dos radares hipersensibles rojo y azul montados en sus hombros puede localizar a sus enemigos al instante dentro de un radio de 300 km. Y una vez que los encuentra escapar de él es imposible. Sus sistemas electrónicos son capaces de bloquear las frecuencias de radio o de invadir ordenadores para sabotear los planes de los Decepticons. Actualmente, parece que está ocupado con actividades de patrulla a escala global.
- Side Burn (Super Speedbreaker)

Cuando se le dotó de un “Motor de Chispa”, la mayor imagen en el interior del banco de datos de Side Burn se solapó con sus circuitos de identidad y sufrió una metamorfosis en un coche deportivo rojo. Nadie se sorprendió por esta forma, ni tan siquiera Optimus Prime ni sus hermanos. Su aceleración y velocidad máxima se han incrementado sustancialmente y ahora es capz de dar pequeños saltos espaciales en autopistas. El poder de su Excel Bowman y Dragsaber se han incrementado un 160%, pero su habilidad no ha subido con la mejora, así que no puede mostrar un óptimo funcionamiento.

### Refuerzos de Cybertron
- Optimus Primal

Es un héroe del futuro, con valor, habilidad y sabiduría para liderar a los Autobots en su lucha contra Megatron y sus malvados planes para el planeta Tierra. Sabio y fuerte, Optimus Primal aconseja a Optimus Prime en los caminos del combate defensivo y sirve como guardián de la libertad. Ayuda a otros a encontrar sus propias fuerzas para mantener la lucha a pesar de las adversidades. Bravo e inteligente, cree en la sinceridad de su causa e ilumina los fuegos de la justicia y la verdad en otro.
- Sideways

Reclutado de Cybertron cuando Fortress Maximus fue descubierto en la Tierra. Este concienzudo, guerrero ninja va a la batalla en su nuevo modo de moto deportiva excediendo velocidades de 250 km/h. sus rápidos movimientos y su sierra de energón le han sacado de muchas situaciones. Misterioso y silencioso, revela poco de sí mismo exceptuando una fiereza cuando se enfrenta al enemigo para regresar rápidamente a Cybertron.
- Storm Jet

Capaz de volar a altísima velocidad, le encanta perseguir a los Decepticons que se creen más veloces que él. La mayor parte del tiempo logra controlar su mal genio, ¡pero pobre del Decepticon que lo saque de sus casillas! Encargado de las misiones de reconocimiento, esquiva fácilmente los misiles cuando es detectado por el enemigo. Se transforma en un jet cybertroniano.
- Mirage GT

Se transforma en coche cybertroniano.
- Nightcruz

Se transforma en jet cybertroniano.
- Scavenger

Se transforma en vehículo de construcción cybertroniano.

## Predacons (Destrongers)
- Megatron (Gigatron)

El brillante y malvado líder de los Predacons, está listo para destruir todo lo que se encuentra a su paso para conseguir lo que más desea: la energía que está contenida en la Tierra. Para ello, se apresta a conquistar el planeta con la clara intención de no compartir con nadie. Este excelente y letal combatiente sobrevivió a un sinnúmero de batallas. Sus victorias le han ayudado a obtener la tecnología para su séxtupla transformación.
- Galvatron (Devil Gigatron)

Ha incrementado su poder destructivo al dotarse de cuatro nuevos y terroríficos modos de transformación. Capaz de lanzar ataques mortíferos en tierra, bajo el agua y en los aires, Galvatron es ahora más peligroso que nunca. Los seis modos que ya poseía también aumentaron en potencia, convirtiéndolo en uno de los enemigos más implacables de los Autobots.
- Sky-Byte (Gershark)

Número dos de los Predacons. En un momento en el pasado fue atrapado por los Autobots, pero fue rescatado por Megatron antes de que fuera ejecutado. Un intelectual apasionado de la poesía, pero también es un vicioso guerrero en batalla. Su brazo izquierdo en forma de ancla puede destrozar un muro de titanio.
- Gas Skunk (Gaskunk)

Uno de la escuadra de campo Predacon, Gas Skunk es un experto en operaciones de demoliciones. Dispara bombas de tiempo del hombro izquierdo y puede exhalar un gas de la boca que causa risa incontenible. La punta de su cola es una garra hecha de aleaciones especiales. Gas Skunk tiene una personalidad juguetona.
- Dark Scream (Gildo)

Forma parte del escuadrón Predacon. Un experto espadachín que puede cortar cualquier cosa en dos con un golpe de su espada escondida en la cola. Es nocturno por naturaleza, y no tiene problema con misiones nocturnas. Adora los samuráis terrestres y los dramas. Se transforma en una ardilla voladora.
- Slapper (Gushar)

Forma parte del escuadrón Predacon. En modo bestia, usa su lengua como un látigo. Se transforma en una rana.
- Bruticus

El guardián del cuartel general y de los calabozos de Megatron, tiene tres cabezas y muestra una actitud hostil de perro rabioso. Sus tres enormes mandíbulas, llenas de afilados dientes, son lo último que ven los prisioneros Autobots antes de que la puerta de su celfda se cierre de un golpe seco. No es el más listo de los perros, pero combate ferozmente y cuando sus tres cabezas atacan, gruñendo y mordiendo, es destructor.

### Decepticons (Combatrons)
- Scourge (Battle Convoy)

Scourge es un práctico comandante de campo. Formado durante la creación de los Decepticons cuando Megatron escaneó un camión cisterna y a Optimus Prime. A causa de esta mezcla, Scourge se resiente de los Autobots y especialmente su líder. Es astuto, peligroso y cruel - si hay cualquier bondad de Autobot dentro de sus circuitos, él lo encubre con actos de destrucción. Su estación de batalla es un arsenal completamente cargado de armas y equipos de alta tecnología. Esgrima frenéticamente su espada en la batalla.
- Mega-Octane (Dolrailer)

El líder de los Comandos, Mega-Octane se transforma en un camión de combate. Frío y tranquilo, es un cruel, malvado y traicionero general. Usa a sus cuatro subordinados como si fueran sus propias extremidades, y su armamento puede destruir cualquier en tierra. Mega-Octane además puede transformarse en una estación de combate y realizar mantenimiento en sus compañeros de equipo. Su gran rifle, el rifle láser, es un arma que únicamente sabe él empuñarla, mientras el doble cañón de su espalda puede instantáneamente convertir todo en un radio de 1 km en tierras abrasadas. Mega-Octane se combina con los otros cuatro Comandos para formar a Ruination.
- Rollbar (Greejeeber)

Rollbar se transforma en un jeep de combate XR311. Prefiere las rutas polares de la región, y quiere luchar en días lluviosos. Rollbar se especializa en el combate cuerpo a cuerpo agarrando al adversario, está bien versado en toda clase de yu-yitsu, y es un experto en Crystalocution. Está interesado también en las artes marciales terrestres. Rollbar puede combinar con los otros cuatro Decepticons Combiners para formar Ruination.
- Armorhide (Dangar)

Armorhide se transforma en un tanque de combate. Se especializa en la guerra del desierto, y el camuflaje de su cuerpo puede engañar a los ojos de Optimus Prime. Queda al acecho bajo las arenas del desierto, pone trampas como la hormiga león, entonces da el golpe final con su mortal “Cañón Dangar”. Por malo que sea el camino, pueda recorrer cualquier distancia gracias a sus orugas de aleación cybertitanium. Tras el combate toma baños de arena como su único placer. Armorhide se puede combinar con sus cuatro compañeros Decepticons Combiners para formar a Ruination.
- Movor (Shuttler)

Movor se transforma en un transbordador espacial de combate. Él es capaz de entrar bruscamente en la atmósfera por su propia cuenta, y es supremamente resistente al calor. Puede buscar a los Autobots desde una órbita de satélite, entonces los ataca. Movor se jacta de tener los motores de mayor empuje de todos los Decepticons. Movor se puede combinar con sus cuatro Decepticons Combiners para formar a Ruination.
- Ro-Tor (Heptor)

Ro-Tor se transforma en un helicóptero de combate, en esta forma realiza reconocimiento y puede aparecer silenciosamente sobre las cabezas de sus enemigos. Su brazo derecho está equipado con unas hélices, que pueden cortar cualquier metal. Los rotores gigantescos de su espalda son un shurikan que abate su objetivo de un disparo. Ro-Tor no vuela muy rápido, pero tiene un corto radio de giro y practica regularmente vuelo acrobático cuando tiene el tiempo libre. Ro-Tor se puede combinar con sus cuatro Decepticons Combiners para formar a Ruination.
- Ruination (Vuldigus)

Un robot gigantesco creado de la combinación de los cinco Decepticons Combiners. No teniendo interés para nada sino para luchar, Ruination es tan atrozmente cruel que aún Megatron lo teme. Puede cambiar alrededor de sus miembros, adaptándose instantáneamente a varias condiciones de batalla como Misión de Vuelo, que se especializa en el combate aéreo, y en Misión de Tierra, que se especializa en ataques de tierra. Sus dos rifles, las fusiones de todas las armas de los Combiners Decepticon, pueden destruir una ciudad entera.

### Otros Decepticons
Aunque estos Decepticons se vendieron bajo la marca de Transformers Robots In Disguise "pertenecen" a la serie de Transformers Universe.
- Megatron Megabolt

Personifica la naturaleza destructiva y cruel de un atroz líder. Aloja la chispa de un Predacon, aunque se proclama nuevamente como Decepticon en un despliegue de arrogancia. Un comandante con muchas batallas a sus espaldas que no quiere otra cosa que la dominación universal. Ha guiado la devastación de incontables mundos antes de la llegada a la Tierra, y pretende la erradicación de los Autobots. Desarrolló el “modo emisario” para combinarse con su crucero espacial e incluso con la secreta fortaleza de defensa Autobot en un intento de obtener el poder absoluto. En forma robot, ataca con garras energéticas y misiles sónicos. Nota: se da a entender que es el mismo Megatron (Gigatron) de principios de la serie.
- Skyfire

Siempre se puede contra con Skyfire, fiel servidor de Megatron y de sus diabólicos planes para realizar los trabajos más sucios. Su inquebrantable lealtad hacia los Decepticons es tan valiosa como la perfección de su vuelo supersónico. La fuerza y la determinación de Skyfire lo convierten en una malvada máquina voladora que bombardea los Autobús con el fin de reducirlos chatarra.
- Wind Sheer

Es rápido y llamativo, y atraviesa el cielo a una velocidad supersónica, realizando acrobacias aéreas, aun cuando un vuelo normal convendría perfectamente. Es capaz de arriesgar su vida para lucirse, sin que le importe la seguridad de los demás. Le encanta jactarse de ser estupendo, y si no fuera por su gran velocidad y talento, sus compañeros Decepticons ya lo habrían obligado a permanecer en tierra… ¡permanentemente!
- Axer

Aprendió su arte en cazar contrabandistas de microchips en los pantanos de escoria de Cybertron. Siguiendo una misión de rescate en un agujero negro, Axer se unió a Galvatron en la Tierra para mantener las apariencias de su "operación". Esta turbo motocicleta todo terreno está equipada con misiles de protones termo dirigidos y cañones sónicos cuadrafónicos. Blande un cañón montado en su brazo con un desestabilizador magnético en modo de robot. Desconfía de Scourge como líder.
- Cryotek

Un ingenioso malhechor detrás del robo del legendario Disco Dorado y fue uno de los mentores de Megatron, Cryotek fue traicionado finalmente por su alumno cuando Megatron huyó de Cybertron para seguir su camino en Beast Wars. Tras el regreso poco ceremonioso de Megatron de la Tierra prehistórica, las operaciones de investigación y desarrollo tecnológico de Cryotek cayeron en manos de su antiguo discípulo. En ambos modos, Cryotek es capaz echar un frío aliento por Sobre su cabeza y por las mandíbulas de la cabeza del dragón son capaces de disparas dos independientemente torpedos de plasma que siguen la pista de su objetivo, cada uno con un radio efectivo de cien millas. Su arma más mortal se basa en una de sus invenciones –el extractor de Chispas– el cual se encuentra montado en la cola de su modo bestia.
- Dreadwind & Smokejumper

Sin temor, poderoso y reacio a no mostrar misericordia a nadie que caiga a su paso; Dreadwind es un brutal robot aéreo. Asistido por las misteriosas habilidades de su compañero, Smokejumper, Dreadwind cae con infalible y destructiva precisión sobre las fuerzas de los Autobots. 
- Obsidian

Se transforma en un jet bimotor con despegue vertical.
- Jhiaxus

Un comandante de estrategia en las fuerzas Decepticon de Liege Máximo, responsable de la metamorfosis de incontables mundos, el poder y el rango de Jhiaxus se les fue arrebatados cuando Unicron lo "acogió" a su lado y le dio nueva forma. 
- Megabolt

Un vil Decepticon cuya único cometido es buscar nuevos mundos para que el Imperio Intergaláctico Decepticon los colonize, estén o no habitados. 

#### Destructicons
- Scourge

Se transforma en un camión lanzamisiles.
- Bludgeon

Se transforma en un tanque.

## Serie TV/Cómic

### La serie de televisión
La serie de televisión se llama "Transformers Robots In Disguise" pero en Japón se la conoce como "Transformers Car Robots". Hasta el día de hoy la serie no se ha retransmitido pero tal vez lo hagan.

### Cómic
Dreamwave realizó un especial en el verano de 2004, que consistía en pequeñas historias de cada universo de Transformers, en él incluyó una historia de RID.

## Línea de juguetes
La línea de juguetes consistió en la creación de nuevos juguetes, así como en la utilización de otros ya usados en líneas anteriores en forma de repintados.

### Car Robots (Japón)
- C-001 Super Fire Convoy
- C-002 Wildride
- C-003 Mach Alert
- C-004 Speedbreaker
- C-005 Autofire
- C-006 Eaglekiller
- C-007 Wars
- C-008 X-Car
- C-009 Ox
- C-010 Counter Arrow
- C-011 Spychanger DX 6-TAI Set
- C-012 J-Five
- C-013 J-Seven
- C-014 J-Four
- C-015 JRX
- C-016 Indy Heat
- C-017 Wrecker Hook
- C-018 Build Boy
- C-019 Build Hurricane
- C-020 Build Typhoon
- C-021 Build Cyclone
- C-022 Build King
- C-023 God Magnus
- C-024 Super Wildride
- C-025 Super Mach Alert
- C-026 Super Speedbreaker
- C-027 Brave Maximus /Maximus /Cybertron City con/ Brave/Master Brain Plasma
- Super Indy Heat (en plástico transparente)
- Super Wrecker Hook (en plástico transparente)

- Botcon Exclusive:

0001	AI-Chan con cómic y especificaciones técnicas
- Super Spy Changers

	Super Autofire
	Super Eaglekiller
	Super Wars
	Super X-Car
	Super Ox
	Super Counter Arrow
- Chase figures (realizados en plástico transparente)

	Super Autofire	
	Super Eaglekiller 
	Super Wars	
	Super X-Car	
	Super Ox	
	Super Counter Arrow 
- Special Mail-order Contest Prize:

Cybertron City, Cybertron City Robo con Head Robo, Mini robots:	Guardia Protect (Guardia + Protect = Gadep. Esta versión de Brave Maximus vino con sus armas más grandes, mientras que la versión de las jugueterías no. Los nombres de Brave Maximus, Brave/Master Brain, y Plasma no se revelaron en este momento)
Cybertron City Map (un mapa-base con más carreteras que el incluido en la versión normal de Brave Maximus)
- Godfire Convoy Power Up Campaign prize:

Super God Sword Freaking gianormous sword (can power up Godfire Convoy, Super Godfire Convoy, o Brave Maximus)
- Gift Sets (realizados en plástico transparente):

God Fire Convoy (Super Fire Convoy + God Magnus + espada de Brave Maximus)Super God Sword Freaking gianormous sword (Fire Convoy + God Magnus = God Fire Convoy.
- Super Car Robo 3-Kyoudai Set (realizados en plástico transparente): 
  - (C-024-S) Super Wildride Clear SUV
  - (C-025-S) Super Mach Alert Clear Lamborghini Diablo police car
  - (C-026-S) Super Speedbreaker Clear Dodge Viper hot-rod

- Repintados:
  - C-001	Dark Fire Convoy
  - C-001	Black Super Fire Convoy
  - C-001	Super Fire Convoy (en plástico transparente)

- Original Spychanger (en plástico transparente)
  - Artfire
  - Eaglekiller
  - Wars
  - X-Car
  - Ox
  - Counter Arrow

### Robots In Disguise (Occidente)
En USA fue donde se hizo un uso más indiscriminado de los repintados, finalmente convirtiendo a la línea en una serie de repintados exclusivos de algunas tiendas como Target y Wal*Mart. Siendo que esta línea se convertiría posteriormente en Transformers Universe.
- 2001
  - Básico - Hot Shot & R.E.V., W.A.R.S.& Crosswise, Ironhide & Mirage, Prowl 2 & Side Swipe, Side Burn & Daytonus, Ro-Tor, Rollbar, Armorhide, Movor
  - Deluxe - X-Brawn, Prowl, Side Burn, Wedge, Grimlock, Hightower, Heavy Load, Bruticus, Mega-Octane
  - Mega- Railspike, Rapid Run, Midnight Express, Sky-Byte, Gas Skunk-Dark Scream-Slapper (los 3 Predacons vienen en un pack)
  - Ultra - Megatron
  - Super - Optimus Prime, Ultra Magnus
  - Versus Pack - Tow-Line vs Skyfire, Skid-Z vs Wind Sheer

- 2002
  - Básico - Hot Shot, R.E.V., W.A.R.S, Crosswise, Ironhide, Mirage, Spychanger Optimus Prime, Spychanger Ultra Magnus, Obsidian
  - Deluxe - Storm Jet, X-Brawn, Prowl, Side Burn, Megatron Megabolt
  - Mega (Set de 3) - Mirage GT – Nightcruz – Scavenger
  - Ultra - Galvatron, Scourge (Toys R Us), Cryotek (Target)
  - Super - Optimus Primal (Toys R Us)
  - Versus Pack - Sideways vs Axer, Spychangers Scourge vs X-Brawn

- 2003
  - Básico
    - Tiny Tyns: Hot Shot, R.E.V., W.A.R.S, Crosswise, Ironhide, Mirage, Prowl 2, Side Swipe
    - En plástico transparente (Kay-Bee Toys): Hot Shot, R.E.V., W.A.R.S, Crosswise, Ironhide, Mirage

  - Deluxe (Wal-Mart) - Jhiaxus, Megabolt, Bludgeon, Scourge
  - Ultra - Dreadwind & Smokejumper (Target), Ruination Urban Camu (Wal-Mart), Landfill repintado en amarillo (Wal-Mart)

Nota: los Spychangers originales fueron realizados en plástico transparente también.

Al final de la línea muchos de los repintados fueron incluidos dentro de la serie de juguetes Transformers Universe:
- Autobots: Landfill repintado en amarillo
- Decepticons: Jhiaxus, Megabolt, Destructicons (Bludgeon y Scourge), Dreadwind & Smokejumper